# Кулу (река)
Кулу́ — река в Хабаровском крае и Магаданской области России. Сливаясь с рекой Аян-Юрях образует Колыму.
Длина — 300 км (от истока реки Кеньеличи — 384 км), площадь водосборного бассейна — 15 600 км². Является 12-м по площади бассейна и длине притоком Колымы.

## Гидрография
Образуется слиянием рек Худжах и Кеньеличи, начинающихся в восточных отрогах хребта Сунтар-Хаята, протекает по гористой местности, где глубина на плёсах достигает 4 м, на перекатах — не более 0,2-0,7 м при скорости течения 2 м/с. В низовье выходит на Верхне-Колымского нагорье, где разбивается на рукава и пойменные протоки. Средний уклон реки 1,46 ‰. Бассейн расположен в зоне сплошного распространения вечной мерзлоты.

## Гидрология
Питание снеговое и дождевое. Средний расход в нижнем течении — 92 м³/с. Замерзает в октябре, вскрывается в конце мая. Половодье происходит со второй половины мая до конца июня. В тёплое время года обычны дождевые паводки, как правило, 3-4 волны. На половодье приходится около 44 % годового стока, летом и осенью — 54 %. Зимняя межень низкая. Сезонный размах изменения уровня воды не выше 4,1 м.

## Состав и качество воды
Вода по химическому составу относятся к гидрокарбонатному классу (с повышенным содержанием сульфатов) и кальциевой группе; минерализация менее 40-50 мг/л.
Мутность воды 40 г/м³. Река сильно загрязнена, зафиксировано превышение ионов меди, железа и цинка, нефтяных углеводородов.

## Хозяйственное значение
Часть замёрзшего русла реки используются для устройства автозимников.
Близ села Кулу, расположенного на реке, действует Колымская воднобалансовая станция.
На реке летом популярен водный туризм.

## Расход воды
| Средний расход воды (м³/с) реки Кулу по месяцам с 1942 по 1994 гг. (замеры производились на гидрологическом посту в районе села Кулу в 83 км от устья) |

## Притоки
Объекты перечислены по порядку от устья к истоку.
- 5 км: Апрельский
- 8 км: Таяхтах
- 14 км: Гранитный
- 14 км: Линейный
- 18 км: Пунктирный
- 23 км: Улахан-Матрайбыт
- 23 км: Хугланнах
- 31 км: Межевой
- 33 км: Арга-Юрях
- 36 км: Крайний
- 43 км: река без названия
- 47 км: Затон
- 51 км: Березовый
- 62 км: Дегдекан
- 68 км: Инякан
- 71 км: Нерючи
- 84 км: Кривуля
- 87 км: Итрикан
- 91 км: река без названия
- 93 км: река без названия
- 99 км: Тирехтях
- 101 км: река без названия
- 108 км: река без названия
- 108 км: река без названия
- 110 км: река без названия
- 117 км: Говорова
- 119 км: Дарпыкы
- 121 км: Кузнецова
- 123 км: Хинике
- 141 км: река без названия
- 143 км: река без названия
- 149 км: река без названия
- 157 км: река без названия
- 166 км: Анманнэкан
- 168 км: Берэнджа
- 170 км: река без названия
- 175 км: река без названия
- 176 км: Гидыке
- 181 км: Лерховой
- 185 км: Аулия
- 190 км: Тарын
- 193 км: река без названия
- 199 км: река без названия
- 203 км: река без названия
- 212 км: Ульчан
- 213 км: Икрыкен
- 220 км: Букэсэнджа
- 230 км: река без названия
- 232 км: река без названия
- 233 км: река без названия
- 233 км: река без названия
- 234 км: река без названия
- 239 км: Хиникенджа
- 245 км: Некучан
- 250 км: Некича
- 266 км: Эмта
- 273 км: река без названия
- 274 км: Амба
- 280 км: Нанганджа
- 285 км: Аллюр
- 292 км: река без названия
- 292 км: Омчук
- 300 км: Кеньеличи
- 300 км: Худжах

## Данные водного реестра
По данным государственного водного реестра России и геоинформационной системы водохозяйственного районирования территории РФ, подготовленной Федеральным агентством водных ресурсов:
- Бассейновый округ — Анадыро-Колымский
- Речной бассейн — Колыма
- Речной подбассейн — Колыма до впадения Омолона
- Водохозяйственный участок — Колыма от истока до Колымской ГЭС
- Код водного объекта — 19010100112119000003444

## Топографические карты
- Лист карты P-55-XV,XVI. Масштаб: 1 : 200 000. Указать дату выпуска/состояния местности.
- Лист карты P-55-XXI,XXII. Масштаб: 1 : 200 000. Указать дату выпуска/состояния местности.
- Лист карты P-55-XIX,XX. Масштаб: 1 : 200 000. Указать дату выпуска/состояния местности.